# Изчезналото изображение
„Изчезналото изображение“ (на френски: L'Image manquante) е френско-камбоджански документален филм от 2013 година на режисьора Ритхи Пан, по негов сценарий в съавторство с Кристоф Батай.
Филмът разказва историята на режима на Червените кхмери в Камбоджа, пречупена през личните спомени и семейната история на Ритхи Пан, като използва съчетание на архивни кадри и сцени, пресъздадени чрез групи от оцветени глинени фигурки.
„Изчезналото изображение“ е номиниран за „Оскар“ за чуждоезичен филм.